# Xyris ustulata
Xyris ustulata är en gräsväxtart som beskrevs av L.A.Nilsson. Xyris ustulata ingår i släktet Xyris och familjen Xyridaceae. Inga underarter finns listade i Catalogue of Life.